# Стемпковські

Герб Сухекомнати

Стемпковські — польські шляхетські роди. Представники — військовики, урядники та державні діячі Речі Посполитої.

## гербуСухекомнати

### Особи
- Ян Людвік (†1660) — кам'янецький єпископ, гебдовський абат
- Стефан — брацлавський каштелян (1662)

- N (†жовт.1634[1]) — брацлавський каштелян
  - Даніель — володимирський староста, син брацлавського каштеляна, 2 грудня 1634 прибув до Олики, зокрема, просив у князя Альберта Станіслава Радзивілла руки його небоги Меланії, осиротілої доньки його сестри Єлизавети[2]
  - Ґабрієль — брацлавський каштелян, володимирський староста, дружини: Зофія Конецпольська, Гілярія Кисіль — старостянка черкаська, донька Миколи
    - Ева
    - Констанція — дружина князя Михайла Воронецького

- Якуб (†лютий 1763) — жарнувський каштелян, дружина — Тереза з дому Ґехау. За А. Роллє, дружина — Анна з Генриковських, яка, за К. Несецьким, була вдовою завіхойського каштеляна Юзефа Стеткєвича
  - Юзеф Ґабрієль, прізвисько — «страшний Юзеф» через жорстокі розправи в Кодні — Брацлавський каштелян, володимирський староста, Київський воєвода у 1785–1791; дідич Новолабуні, де сприяв будівництву власної резиденції-палацу[3]. Дружина — внучка Юрія Немирича, донька Героніма Ґратуса Москоржевського
    - Гонората, чоловік[4] (за даними Вацлава Щиґєльського в ПСБ) (або зять[3]) відомий гуляка, авантюрист, князя Єжи Марцін Любомирський (1738–1811),

- Станіслав — генеральний пробощ в Мєхуві
- Ґабрієль[5]
- Уршуля — дружина львівського підкоморія Олександра Ходоровського
- Катажина — дружина: Владислава Тарновського гербу Роліч, подільського підкоморія Марціна Боґуша
- Теофіля, Францішка — монахині-бенедиктинки у Львові
- Єфросина Дідушицька — сестра Миколи (†1682), дружина брацлавського каштеляна Стемпковського (†1682), якого в актах звуть Миколаєм, Данієлем чи Габріелем[6]

## гербу Юноша

### Особи
- Уршуля — дружина мостівського старости Миколая Беґановського[7] гербу гримала.[8]